# Prefectura del pretori d'Itàlia
La prefectura del pretori d'Itàlia (llatí: Praefectura praetorio Italiae, forma completa [fins al 356]: praefectura praetorio Italiae, Illyrici et Africae) fou una de les quatre prefectures del pretori en les quals es dividia l'Imperi Romà del Dominat. Comprenia la península Itàlica, l'oest dels Balcans, les províncies danubianes i parts del nord d'Àfrica. La seu de la prefectura es traslladà de Roma a Mediolànum i, finalment, a Ravenna.

## Estructura i història
La prefectura fou establerta en la divisió de l'imperi després de la mort de Constantí el Gran el 337 i es componia de diòcesis. En un primer moment, eren la diòcesi d'Àfrica, la diòcesi d'Itàlia, la diòcesi de Pannònia, la diòcesi de Dàcia i la diòcesi de Macedònia (les dues últimes formaren una sola diòcesi de Mèsia fins als voltants del 327).
Arribat un cert moment, la diòcesi d'Itàlia es dividí en dues: la diòcesi d'Itàlia Suburbicària (Italia suburbicaria) i la diòcesi d'Itàlia Annonària (Italia annonaria).
El 347 es creà la prefectura del pretori d'Il·líria, que aglutinava les diòcesis de Pannònia, Dàcia i Macedònia. Vulcaci Rufí en fou el prefecte entre el 347 i el 352. La nova prefectura fou abolida per Julià el 361 i restaurada per Gracià el 375. Les dues meitats de l'imperi es disputaren el seu territori fins a la partició final de l'imperi el 395, quan la diòcesi de Pannònia fou separada d'Il·líria i associada a l'Imperi Romà d'Occident i la prefectura d'Itàlia com a diòcesi d'Il·líria.
A despit de la caiguda de l'Imperi Romà d'Occident el 476, els estats successors germànics governats per Odoacre i Teodoric el Gran conservaren l'entramat administratiu romà i restaren súbdits nominals de l'emperador romà d'Orient a Constantinoble. Així doncs, la prefectura sobrevisqué i acabaria tornant a mans romanes com a resultat de la guerra gòtica de Justinià I el Gran. Ara bé, amb la invasió longobarda del 568, el domini romà quedà reduït a territoris fragmentats. La prefectura donà pas a l'exarcat de Ravenna, creat per l'emperador Maurici.
Tanmateix, les fonts continuen esmentant prefectes fins ben entrat el segle vii. L'últim titular documentat del càrrec es remunta al 639. A més a més, han perdurat un parell de segells de finals del segle vii que presenten el text éparkhos (‘prefecte’, en grec), tot i que podria ser una deformació tipogràfica d'éxarkhos (‘exarca’)